# Libnotes montivagans
Libnotes montivagans är en tvåvingeart som beskrevs av Alexander 1915. Libnotes montivagans ingår i släktet Libnotes och familjen småharkrankar. Inga underarter finns listade i Catalogue of Life.